# Lycopodiella subappressa
Lycopodiella subappressa är en lummerväxtart som beskrevs av James G. Bruce, Warren Herbert Wagner och Joseph M. Beitel.
Lycopodiella subappressa ingår i släktet strandlumrar, och familjen lummerväxter. Inga underarter finns listade i Catalogue of Life.